# Capautas
En la mitología griega Capautas era un peñasco que tenía la virtud de curar de su locura a todo demente que fuera a sentarse allí.
Estaba situado a tres estadios de Giteo, en Laconia, y sentándose en él consiguió Orestes librarse de las Furias, por lo que se dio a dicho peñasco el nombre de Júpiter Capautas.